# Massacre de la prison de Badouch
Le massacre de la prison de Badouch a lieu le 10 juin 2014 pendant la seconde guerre civile irakienne, lors de la prise de Badouch, ville située à une quinzaine de kilomètres au nord-ouest de Mossoul, par l'État islamique en Irak et au Levant (EIIL). Plusieurs centaines de prisonniers, incarcérés dans le centre pénitentiaire localisé au sud de la ville, sont massacrés par les djihadistes.  

## Déroulement
Le 10 juin 2014, après quatre jours de combats, la ville de Mossoul tombe aux mains des rebelles sunnites et des djihadistes de l'État islamique en Irak et au Levant. Les forces irakiennes en déroute abandonnent également la prison de Badouch (ar), à une quinzaine de kilomètres de la ville, où sont détenus 1 800 à 2 000 prisonniers, dont plus de 500 à 550 chiites issus pour certains de l'armée du Mahdi ou de groupes armés chiites.
Lorsque les djihadistes prennent le contrôle du pénitencier, ils séparent aussitôt les détenus sunnites des chiites. Les premiers, qui sont environ un millier et pour beaucoup issus de l'EIIL, sont libérés. En revanche, les prisonniers chiites sont mis à mort par les djihadistes. Forcés de s'agenouiller au bord d'un ravin situé dans le désert, à deux kilomètres de la prison, ils sont fusillés par les hommes de l'EIIL,. Selon les témoignages à Human Rights Watch de 15 survivants du massacre, la grande majorité des victimes était chiite, mais des Yézidis et des Kurdes ont également été tués. Un des survivants témoigne à l'ONG : « Ils ont commencé par dire  : «  chaque personne lève sa main et donne son numéro  ». J’étais le numéro 43. Je les ai entendus compter «  615  » et puis l’un des membres de l’EI a dit «  on va bien manger ce soir  » (...) Ils ont ensuite commencé à nous tirer dessus par derrière ».

## Bilan humain
Le 25 août 2014, le Haut-Commissariat des Nations unies aux droits de l'homme déclare que ce massacre fait 670 morts. De son côté, Human Rights Watch estime le nombre des victimes à près de 600 à la date du 30 octobre 2014.
Le 15 décembre, le ministère irakien chargé des droits de l'Homme confirme la disparition d'au moins 487 personnes à Badouch.
En 2021, le bilan est de 583 corps retrouvés selon les autorités irakiennes

## Suites
La prison est reprise par l'armée irakienne le 8 mars 2017. Le 11 mars, des miliciens des Hachd al-Chaabi annoncent avoir découvert un charnier contenant au moins 500 corps.
Le 13 juin 2021, les autorités irakiennes annoncent que les restes de 123 victimes ont été sortis d'un charnier pour être comparés à des échantillons prélevés parmi des proches de disparus.